# Stranglers in the Night
Stranglers in the Night — одиннадцатый студийный альбом британской рок-группы The Stranglers, вышедший в 1992 году на лейбле Psycho Records и ставший первым релизом второго состава (Mk.2) — с вокалистом Полом Робертсом и гитаристом Джоном Эллисом.

## Об альбоме
Здесь The Stranglers предприняли попытку вернуться к раннему, «сырому», в меньшей степени студийно обработанному звучанию, без духовых инструментов. В американскую версию альбома были включены три бонус-трека: «Coffee Shop», «Vicious Circles» и «So Uncool», би-сайды британских синглов.
Альбом поднялся до #33 в UK Albums Chart. Сингл из него «Heaven and Hell» достиг лишь #46, за ним последовал «Sugar Bullets», который в хит-парад не вошёл вообще.

## Список композиций
Слова и музыка всех песен — написаны группой The Stranglers.
| №   | Название                  | Длительность |
| --- | ------------------------- | ------------ |
| 1.  | «Time to Die»             | 3:50         |
| 2.  | «Sugar Bullets»           | 5:26         |
| 3.  | «Heaven or Hell»          | 4:31         |
| 4.  | «Laughing at the Rain»    | 3:42         |
| 5.  | «This Town»               | 5:18         |
| 6.  | «Brainbox»                | 2:47         |
| 7.  | «Southern Mountains»      | 3:45         |
| 8.  | «Gain Entry to Your Soul» | 4:28         |
| 9.  | «Grand Canyon»            | 4:11         |
| 10. | «Wet Afternoon»           | 4:01         |
| 11. | «Never See»               | 3:59         |
| 12. | «Leave It to the Dogs»    | 5:32         |